# أويار
أويار (الروسية: Уяр) هي إحدى مدن روسيا في الكيان الفدرالي الروسي كراسنويارسك كراي.
يبلغ عدد سكانها 12,665 نسمة (حسب إحصاء عام 2010).